# M/S Svaningen
M/S Svaningen är ett tidigare svenskt ångfartyg, som byggdes 1875 i Stockholm som passagerarbåt med namnet Ramsele för Faxälfvens Ångbåtsbolag  på traden Ramsele–Edsele.
Fartyget köptes 1881 av Ströms Trävaru AB, döptes om till Svaningen, och flyttades landvägen till Ströms Vattudal efter att ha visat sig för djupgående för Faxälvens övre del. Hon tjänstgjorde där först som passagerarfartyg, och från 1910 som bogserare vid timmerflottningen. 
År 1957 lades fartyget upp, och ägdes sedan under många år av Yngve Gamlin. Hon drogs upp på land 1982 och donerades som vrak till Ströms hembygdsförening 1990 samt renoverades från 1998. Hon sjösattes 2000, och gick från 2004 två somrar i trafik på Ströms Vattudal. Kölen skadades allvarligt när fartyget togs upp ur sjön hösten 2006, och hon har sedan dess stått på land. Vattudalens båtklubb i Strömsund köpte henne 2012.